# Tresillo (rythme)
Le tresillo est un motif rythmique utilisé dans la musique d'Amérique latine, mais aussi très présent en Afrique sub-saharienne, en Asie et en Indonésie. C'est une forme simplifiée de la habanera.
La lecture audio n'est pas prise en charge dans votre navigateur. Vous pouvez télécharger le fichier audio.